# Стадион имени Нерео Рокко
Стадион имени Нерео Рокко (итал. Stadio Nereo Rocco) — футбольный стадион в городе Триест, Италия, домашняя арена футбольного клуба «Триестина».

## История
После того как местный клуб «Триестина» в 1983 году вышел в Серии Б, в городе начались горячие дебаты о необходимости замены старой арены «Джузеппе Грезар», открытой ещё в тридцатых годах. Отбросив гипотезу модернизации уже существующего стадиона, было решено начать строительство нового стадиона неподалёку от прежнего.
Было решено предоставить стадиону, по единодушному согласию, имя самого выдающегося триестского футболиста Нерео Рокко. Стадион был открыт 18 октября 1992 года на матче «Триестины» против «Вис-Пезаро» в рамках Серии C1. А уже 14 апреля 1993 года на стадионе дебютировала и национальная сборная Италии, обыграв в рамках квалификации на ЧМ-1994 Эстонию (2:0).
На арене проходили матчи молодёжного чемпионата Европы 2019 года, перед которым арену реконструировали, включая реконструкцию раздевалок и помещения для прессы, восстановления поля, полную замену сидений, перемещение скамеек в первых рядах трибуны, устранение препятствий между трибунами и полем и устранения барьеров, в результате чего вместимость арены увеличилась примерно до 21 000 зрителей.